# Унійний собор 1629
Унійний собор 1629 — греко-католицький церковний собор, скликаний згідно з універсалом польського короля Сигізмунда III Ваза 9 липня 1629 в м. Володимир.
Рішення про його скликання було узгоджене під час православно-унійних політичних переговорів на вальному сеймі в січні—лютому 1629; остаточно прийняте королівською владою. Собор ухвалив узяти участь у Львівському православно-унійному церковному соборі 1629. Одночасно із цим собором у межах підготовки до об'єднаного православно-унійного собору у Львові було скликано Київський православний церковний собор 1629.